# Đầm Ô Loan
Đầm Ô Loan là một đầm ở Phú Yên, đây là một thắng cảnh cấp quốc gia của Việt Nam, một danh lam tiêu biểu của tỉnh.

## Vị trí địa lý
Đầm Ô Loan là một đầm nước lợ nằm về phía Đông ven Quốc lộ 1, dưới chân đèo Quán Cau. Đầm nằm về phía Nam thị trấn Chí Thạnh, huyện Tuy An, tỉnh Phú Yên. Đầm rộng hơn 17.5 km² với độ sâu trung bình 1,2 đến 1,4 mét; mùa mưa có thể sâu tới 3 mét. Sông Cái và một số sông nhỏ cấp nước ngọt cho đầm. Một lạch nhỏ nối đầm với biển. Bao bọc quanh đầm là núi Đồng Cháy, núi Cẩm và cồn An Hải.
Hiện đầm Ô Loan đang bị xâm hại nghiêm trọng bởi việc đắp đập khoanh vùng để nuôi thủy sản vì nguồn ô nhiễm môi trường ngày càng tăng.

## Giá trị tự nhiên và văn hóa, du lịch
Hằng năm, vào ngày mồng Bảy tháng Giêng âm lịch, lễ hội đua thuyền truyền thống đầm Ô Loan được tổ chức, thể hiện nét đẹp văn hóa dân gian truyền thống của Phú Yên.
Đầm Ô Loan đã được Bộ Văn hóa Thông tin quyết định công nhận là Di tích thắng cảnh cấp Quốc gia ngày 27/9/1996
Trong đầm có nhiều loại hản sản quý như cá mú, ghẹ, tôm, cua huỳnh đế, điệp,... nhưng ngon và nổi tiếng nhất vẫn là con sò huyết, cơm dày, thịt ngọt và rất thơm, thơm hơn sò huyết các nơi khác.

## Truyền thuyết về đầm
Trong dân gian có nhiều huyền thoại về tên gọi đầm Ô Loan, nhưng gần gũi nhất là câu chuyện về nàng Loan và chim Ô thước đã được truyền tụng từ đời này sang đời khác. Theo đó, ngày xưa, có nàng tiên trên trời rất xinh đẹp tên nàng Loan, nhưng tính tình hay tinh nghịch. Một ngày nọ nàng Loan mượn con chim Ô thước bay xuống trần gian dạo chơi khắp nơi mà không hề để ý chim đã mỏi cánh, đói và khát, nên khi ngang qua Tuy An, chim không còn đủ sức để bay, nên hạ cánh xuống dãy núi Từ Bi, sau này mượn tên chim Ô thước của nàng Loan ghép chung với tên nàng, gọi tắt là Ô Loan để đặt tên cho đầm.